# Shirley (Arkansas)
Shirley è un comune degli Stati Uniti d'America, situato in Arkansas, nella contea di Van Buren.